# Richard Ringer
Richard Ringer (* 27. Februar 1989 in Überlingen, Bodenseekreis) ist ein deutscher Leichtathlet, der sich auf die Langstrecken und den Crosslauf spezialisiert hat. 2022 wurde er Europameister im Marathon.

## Persönliches
Ringer studierte an der HTWG Konstanz Betriebswirtschaft und schloss das Studium 2013 ab. Seine Teilzeitstelle als Controller bei Rolls-Royce Power Systems fuhr er zugunsten der Fokussierung auf internationale Wettkämpfe wie etwa der Diamond League stetig zurück.
Richard Ringer ist mit der Langstreckenläuferin Nada Ina Pauer verheiratet.

## Sportliche Karriere
Die ersten Erfolge Ringers stammen aus der Jugend. So wurde er über die 3000-Meter-Distanz Deutscher Meister in der B- und der A-Jugend.
Ein erster internationaler Erfolg war die Bronzemedaille bei den Europameisterschaften 2016 in Amsterdam, als er zeitgleich mit den beiden Ersten ins Ziel kam.
2017 wurde Ringer in Leipzig Deutscher Hallenmeister über 3000 Meter. Schon beim PSD Meeting in Düsseldorf am 1. Februar hatte er sich mit 7:53,56 min für die Halleneuropameisterschaften in Belgrad qualifiziert, bei denen er erneut eine Bronzemedaille gewinnen konnte.
| Deutsche Bestleistung 15 km, Nijmegen, 18. November 2018 | Deutsche Bestleistung 15 km, Nijmegen, 18. November 2018 | Deutsche Bestleistung 15 km, Nijmegen, 18. November 2018 | Deutsche Bestleistung 15 km, Nijmegen, 18. November 2018 |
| Distanz                                                  | Split                                                    | Gesamtzeit                                               |                                                          |
| -------------------------------------------------------- | -------------------------------------------------------- | -------------------------------------------------------- | -------------------------------------------------------- |
| 1 km                                                     | 2:54 min                                                 | 2:54 min                                                 |                                                          |
| 2 km                                                     | 2:53 min                                                 | 5:47 min                                                 |                                                          |
| 3 km                                                     | 3:01 min                                                 | 8:48 min                                                 |                                                          |
| 4 km                                                     | 3:01 min                                                 | 11:49 min                                                |                                                          |
| 5 km                                                     | 3:07 min                                                 | 14:56 min                                                |                                                          |
| 6 km                                                     | 2:59 min                                                 | 17:55 min                                                |                                                          |
| 7 km                                                     | 2:52 min                                                 | 20:47 min                                                |                                                          |
| 8 km                                                     | 3:03 min                                                 | 23:50 min                                                |                                                          |
| 9 km                                                     | 2:58 min                                                 | 26:48 min                                                |                                                          |
| 10 km                                                    | 2:44 min                                                 | 29:32 min                                                |                                                          |
| 11 km                                                    | 3:03 min                                                 | 32:35 min                                                |                                                          |
| 12 km                                                    | 2:55 min                                                 | 35:30 min                                                |                                                          |
| 13 km                                                    | 2:43 min                                                 | 38:13 min                                                |                                                          |
| 14 km                                                    | 2:46 min                                                 | 40:59 min                                                |                                                          |
| 15 km                                                    | 2:40 min                                                 | 43:39 min                                                |                                                          |

Anfang Januar 2018 beendeten Ringer und sein langjähriger Trainer Eckhardt Sperlich einvernehmlich ihre Zusammenarbeit. Die konzeptionelle Planung für die Saisonvorbereitung 2018 entwickelte noch Sperlich, die Gestaltung des Trainings übernahm Ringer fortan selbst, um mit Hilfe seines Managements (bizz-sports) verstärkt an internationalen Wettkämpfen wie etwa der Diamond League teilzunehmen und um individueller zu trainieren (bei Sperlich stand vor allem die Gruppe im Fokus). Im Februar wurde Ringer Deutscher Hallenmeister über 3000 Meter.
Im weiteren Jahresverlauf gewann er als dritter Deutscher überhaupt den 10.000-Meter-Europacup in London. Die Siegzeit von 27:36,52 min bedeutete den vierten Platz in der ewigen deutschen Bestenliste über diese Distanz. 
Beim Zevenheuvelenloop im niederländischen Nijmegen lief er mit 43:39 min inoffiziellen deutschen Rekord im 15-km-Straßenlauf. Über diese Distanz werden keine offiziellen deutschen Rekorde geführt, der DDR-Rekord und die bisherige deutsche Bestleistung wurden von Jürgen Haase gehalten, der 1976 43:45 min in Sachsenhausen lief.
Im April 2021 verbesserte Ringer bei einem Elite-Marathon in Siena seine Marathon-Bestzeit auf 2:08:49 h, nachdem er bei seinem Debüt im Jahr zuvor 2:10:59 h lief. Damit ist er der vierte Läufer aus Deutschland mit einer Marathon-Zeit unter 2:09 h.
Bei den Olympischen Spielen in Japan war er mit einer Zeit von 2:16:08 h auf Platz 26 der beste deutsche Läufer im Marathonfeld.
Beim Marathonlauf der Europameisterschaften 2022 in München gewann er überraschend in einem Schlussspurt die Goldmedaille in 2:10:21 h – sein bisher größter Erfolg.
In der Teamwertung belegte er damit, zusammen mit Amanal Petros (2:10:39 h, 4. Platz) und Johannes Motschmann (2:14:52 h, 16. Platz), in 6:35:52 h den zweiten Platz.
Beim Barcelona-Halbmarathon 2023 verbesserte Ringer als Sechster seine persönliche Bestzeit auf 1:01:09 h.
Am 3. Dezember 2023 verbesserte Ringer beim Valencia-Marathon seine Marathonbestzeit auf 2:07:05 h und unterbot dabei die Olympianorm. Bei den Olympischen Spielen in Paris belegte er nach 2:09:18 h als bester Deutscher und drittbester Europäer den 12. Platz.

## Vereinszugehörigkeiten
Ringer startet seit 2019 für den LC Rehlingen. Er war zuvor seit 2005 beim VfB LC Friedrichshafen.

## Erfolge
national

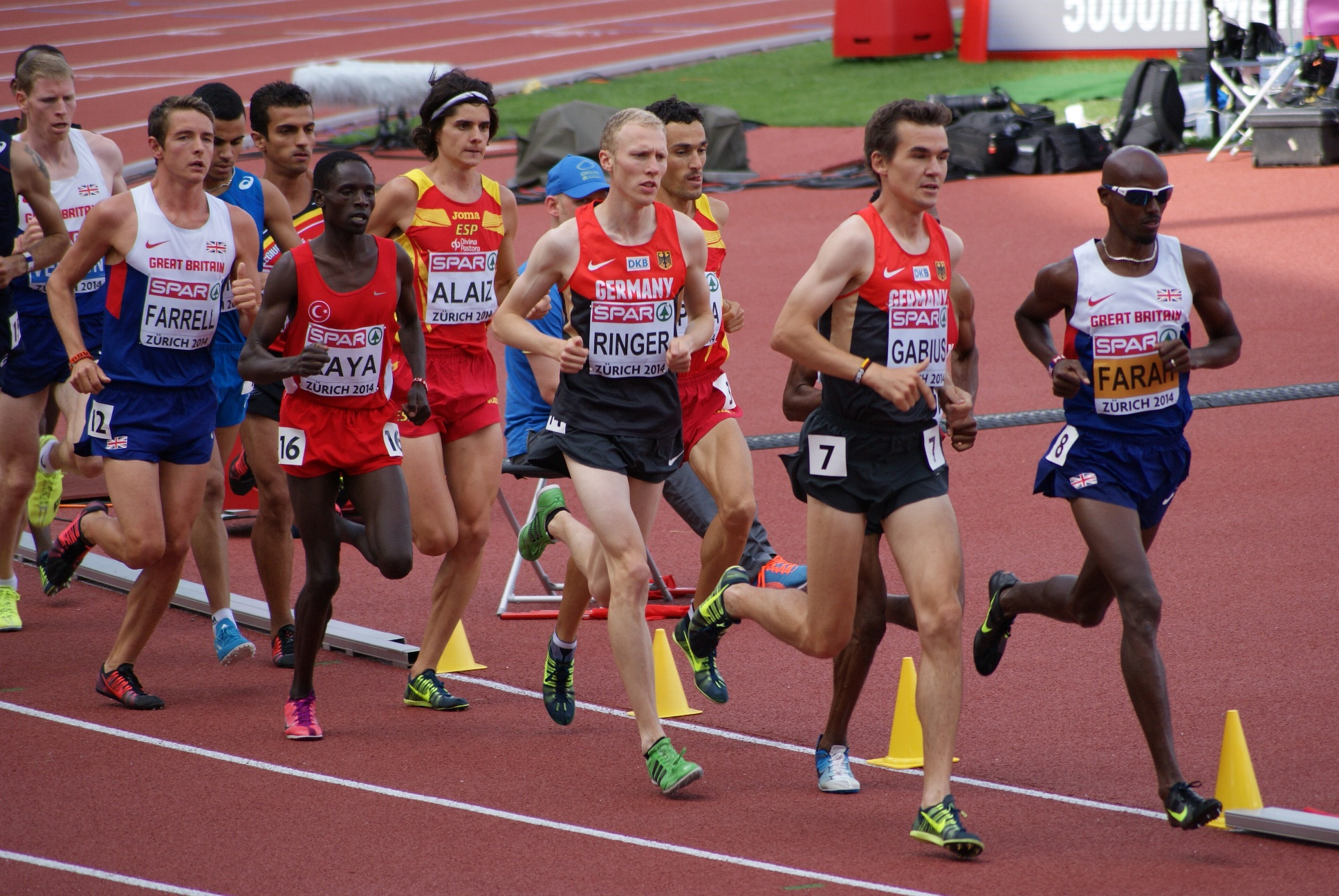
Ringer 2014 in Zürich

- 2023: 1. Platz Deutsche Meisterschaften 10-km-Straßenlauf
- 2023: 1. Platz Deutsche Meisterschaften Halbmarathon
- 2019: 1. Platz Deutsche Meisterschaften über 10.000 m
- 2019: 1. Platz Deutsche Crosslauf-Meisterschaften (Langstrecke)
- 2019: 1. Platz Deutsche Crosslauf-Meisterschaften (Mittelstrecke)
- 2018: 1. Platz Deutsche Hallenmeisterschaften über 3000 m
- 2017: 1. Platz Deutsche Meisterschaften über 5000 m
- 2017: 1. Platz Deutsche Hallenmeisterschaften über 3000 m
- 2016: 1. Platz Deutsche Meisterschaften über 5000 m
- 2016: 1. Platz Deutsche Crosslauf-Meisterschaften (Langstrecke)
- 2015: 1. Platz Deutsche Meisterschaften über 5000 m
- 2015: 1. Platz Deutsche Hallenmeisterschaften über 3000 m
- 2014: 1. Platz Deutsche Meisterschaften über 5000 m
- 2014: 1. Platz Deutsche Meisterschaften über 10.000 m
- 2014: 1. Platz Deutsche Crosslauf-Meisterschaften (Langstrecke)
- 2013: 1. Platz Deutsche Crosslauf-Meisterschaften (Langstrecke)
- 2011: 2. Platz Deutsche Meisterschaften über 5000 m
- 2011: 3. Platz Deutsche Hallenmeisterschaften über 3000 m
- 2010: 3. Platz Deutsche Hallenmeisterschaften mit der 3 × 1000-m-Staffel
- 2010: Deutscher Juniorenmeister über 5000 m
- 2010: Deutscher Juniorenmeister im Crosslauf

international
- 2024. 12. Platz Olympische Spiele im Marathonlauf
- 2022: 1. Platz Europameisterschaften im Marathonlauf
- 2021: 26. Platz Olympische Spiele im Marathonlauf
- 2018: 1. Platz 10.000-Meter-Europacup
- 2017: 3. Platz Halleneuropameisterschaften über 3000 m
- 2016: 3. Platz Europameisterschaften über 5000 m
- 2015: 14. Platz Weltmeisterschaften über 5000 m
- 2015: 1. Platz Team-Europameisterschaft über 3000 m
- 2015: 5. Platz Halleneuropameisterschaften über 3000 m
- 2014: 1. Platz Team-Europameisterschaft über 3000 m
- 2014: 4. Platz Europameisterschaften über 5000 m
- 2013: 3. Platz bei der Universiade über 5000 m
- 2013: 7. Platz Crosslauf-Europameisterschaften
- 2011: 4. Platz U23 Crosslauf-Europameisterschaften
- 2011: 7. Platz U23-Europameisterschaften über 5000 m

## Bestleistungen
- 1500 m: 3:38,83 min, 1. Juni 2016, Montbéliard
- 3000 m: 7:46,37 min, 27. Mai 2016, Dessau-Roßlau
- 5000 m: 13:10,94 min, 18. Juli 2015, Heusden-Zolder
- 10.000 m: 27:36,52 min, 19. Mai 2018, London
- 10-km-Straßenlauf: 28:42 min, 23. April 2022, Málaga
- Halbmarathon: 1:01:09 h, 19. Februar 2023, Barcelona
- Marathon: 2:05:46 h, 1. Dezember 2024, Valencia[12]